# Мори (Пултуський повіт)
Мори (пол. Mory) — село в Польщі, у гміні Покшивниця Пултуського повіту Мазовецького воєводства.
Населення — 42 особи (2011).
У 1975-1998 роках село належало до Цехановського воєводства.

## Демографія
Демографічна структура станом на 31 березня 2011 року:
|          | Загалом | Допрацездатний вік | Працездатний вік | Постпрацездатний вік |
| -------- | ------- | ------------------ | ---------------- | -------------------- |
| Чоловіки | 23      | 6                  | 13               | 4                    |
| Жінки    | 19      | 3                  | 12               | 4                    |
| Разом    | 42      | 9                  | 25               | 8                    |